# Patrick Mameli

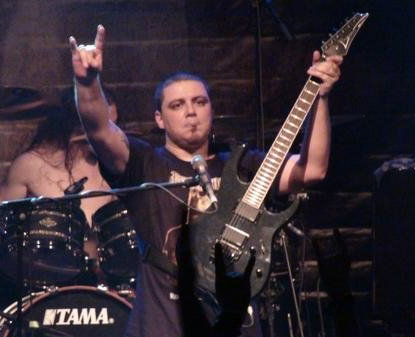
Patrcik Mameli en un concierto.

Patrizio Marco Giovanni Mameli más conocido como Patrick Mameli, nacido el 23 de noviembre de 1966 es el cantante y guitarrista de la banda neerlandesa de death metal, Pestilence. Mameli ha sido miembro de Pestilence desde su formación en 1986. Después de ocho años y cuatro álbumes, la banda decidió separarse en 1994. En 2007 Mameli decidió hacer un proyecto de una banda llamada C-187, sacaron un disco llamado Collision pero no obtuvo mucho éxito. En 2008 se reúne nuevamente con pestilence y pública con su banda tres álbumes, Resurrection Macabre en 2008, Doctrine en 2011 y Obsideo en 2013 hasta su segunda separación en 2014. En 2016 se reúnen nuevamente Y Patrick pública dos álbumes con Pestilence,  Hadeon en 2018 y Exitivm en 2021.

## Vida personal
Actualmente, Patrcik Mameli vive en Almelo está casado y tiene 2 hijos, Gianni y Mauro.

## Álbumes
- Malleus Maleficarum
- Consuming Impulse
- Testimony of the Ancients
- Spheres
- Resurrection Macabre
- Doctrine
- Obsideo
- Hadeon
- Exitivm

- Datos: Q2040247